# Гилберт, Кеннет
Ке́ннет Ги́лберт, или Кеннет Жильбе́р (англ. Kenneth Gilbert; 16 декабря 1931, Монреаль — 15 апреля 2020, Квебек), — канадский клавесинист, органист, музыковед и педагог XX—XXI веков. Известен как редактор многотомных собраний произведений Куперена и Скарлатти, полных собраний клавесинных произведений д’Англебера и Рамо, профессор Макгиллского университета и Парижской консерватории. Обладатель звания деятеля искусств 1978 года от Совета Канады по искусству, лауреат приза Каликса Лавалле (1981), член Королевского общества Канады (1988), почетный член Королевской академии музыки, кавалер государственных орденов Канады, Франции и Австрии.

## Биография
Родился в 1931 году в Монреале. Учился игре на органе у Конрада Летандра, затем поступил в Квебекскую консерваторию, где обучался по классу фортепиано у Ивонны Юбер и по классу гармонии и контрапункта у Габриеля Кюссона. В 1952 году получил место органиста и дирижёра в храме Объединенной церкви Канады на Куин-Мэри-роуд в Монреале, которое сохранял за собой до 1967 года.
В 1953 году выиграл Prix d’Europe — грант на обучение в Европе — и с 1953 по 1955 год занимался там у Нади Буланже по классу композиции, Гастона Литеза и Мориса Дюруфле по классу органа, а также у клавесинистов Сильвии Спиккет, Руджеро Джерлина и Ванды Ландовской. В 1955 году, находясь во Франции, дал концерт канадской органной музыки для компании Radiodiffusion-Télévision Française. Вернувшись в Канаду, в 1959 году руководил установкой в своей церкви первого в Канаде современного трактурного органа и стал одним из основателей общества Ars Organi. В 1960-е годы основал программу старинной музыки в Макгиллском университете. Помимо службы в церкви, участвовал в концертах ряда коллективов старинной музыки.
В середине 1960-х годов вновь отправился во Францию по гранту правительства Квебека для изучения музыкального наследия Франсуа Куперена. Эта работа легла в основу цикла передач CBC и «Радио Канада» и цикла грампластинок с полным собранием клавесинных произведений Куперена, выпущенного лейблами RCA Records и Harmonia Mundi. Жильбер также подготовил новое полное печатное издание этих произведений, приуроченное к 300-летию Куперена и выпущенное в 4 томах издательством Heugel в 1969—1972 годах. После успеха этого издания, получившего высокие оценки за научную составляющую, Жильбер начал работу над переизданием полного собрания клавесинных работ Доменико Скарлатти, включающим 555 произведений. Это издание было опубликовано в 11 томах с 1971 по 1984 год тем же издательством. Другие публикации, над которыми Жильбер работал как редактор, включали:
- факсимильное издание полного собрания клавесинных произведений Куперена (Broude, 1973);
- полное собрание клавесинных произведений Жана-Анри д’Англебера (Heugel, 1975);
- новое издание «Гольдберг-вариаций» Баха (Salabert, 1979);
- 2 тома токкат Джироламо Фрескобальди (Zanibon, 1979 и 1980);
- полное собрание клавесинных произведений Жанна-Филиппа Рамо (Heugel, 1979);
- аннотированное издание Livre d’orgue de Montréal в 3 томах (с Элизабет Галла-Морен, Éditions Jacques Ostiguy. 1985, 1987 и 1988);
- органная фантазия BWV 572 Баха (Oiseau-Lyre, 1993);
- клавирные транскрипции произведений Джованни Джироламо Капсбергера для лютни и китаррона (Ut Orpheus, 1997, 1998 и 2001);
- аранжировка для двух клавесинов Бранденбургского концерта № 6 Баха (Ut Orpheus, 2001)

По мере того, как внимание Жильбера всё больше сосредотачивалось на издании клавирной классики, он и как исполнитель постепенно переключался с органа на клавесин и после 1965 года почти полностью перешёл на этот инструмент. С 1968 года начал международную исполнительнительскую карьеру как клавесинист, получая хорошие отзывы, в том числе в журнале Gramophone. Выступал как солист с Чикагским, Монреальским, Квебекским, Торонтским, Ванкуверским симфоническими оркестрами и оркестром Национального центра искусств, давал концерты во Франции, Великобритании, Германии и Швейцарии. В общей сложности выполнил более 50 грамзаписей произведений старинной музыки, вначале с лейблом Canadian Baroque Records, а позже с Harmonia Mundi и дочерней фирмой Deutsche Grammophon Archiv Produktion.
Как преподаватель органа и клавесина работал в Квебекской консерватории в Монреале с 1957 по 1974 год, в Макгиллском университете с 1964 по 1972 год (профессор, с с 1999 по 2015 год — адъюнкт-профессор), в Университете Лаваля с 1969 по 1976 год. В 1971—1974 годах — приглашенный профессор Королевской фламандской консерватории. С 1988 года преподавал в консерватории Моцартеум (Зальцбург) и Парижской консерватории, где стал первым профессором из Канады и одним из первых профессоров-иностранцев. 20 лет вёл семинар в Музыкальной академии Киджи (Сиена), мастер-классы во многих европейских и американских вузах. Среди учеников — Йос ван Иммерсел, Скотт Росс, Джон Уайтло.

## Награды и звания
- Деятель искусств года Совета Канады по искусству (1978)[2]
- Приз Каликса Лавалле (1981)[2]
- Офицер ордена Канады (1986)[7]
- Член Королевского общества Канады (1988)[2]
- Медаль Золотого юбилея королевы Елизаветы II (2002)[8]
- Медаль Бриллиантового юбилея королевы Елизаветы II (2012)[9]
- Офицер ордена Искусств и литературы (Франция)[2]
- Кавалер Почетного креста «За науку и искусство» 1 класса (Австрия)[10][5]
- Почетный доктор Макгиллского (1981)[2], Мельбурнского[6] и Лавальского университетов[10]
- Почетный член Королевской академии музыки и Королевского колледжа музыки[6]